# 薩納雷 (委內瑞拉)

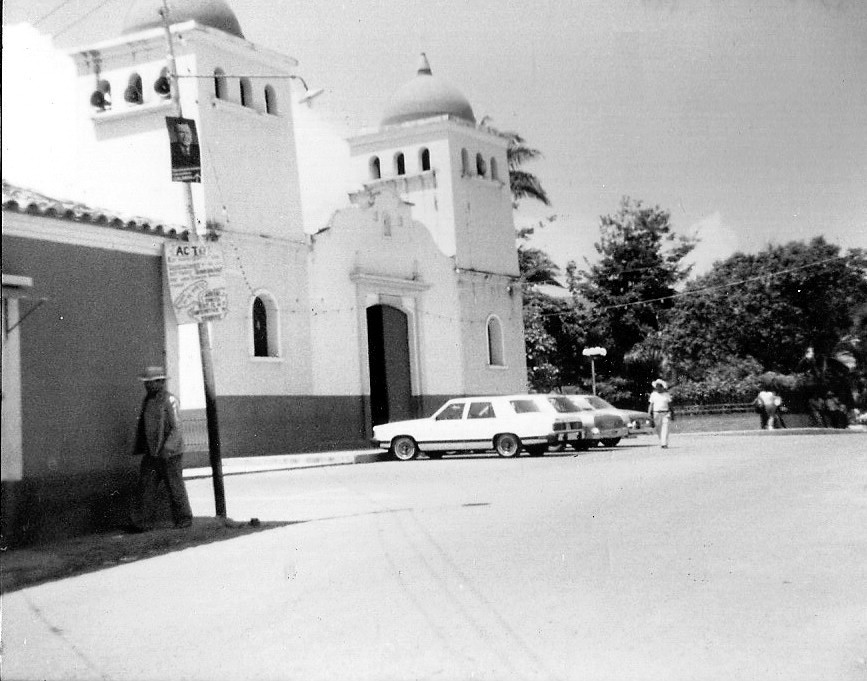

薩納雷是委內瑞拉的城鎮，由拉臘州負責管轄，位於該國西北部，距離首府巴基西梅托43公里，始建於1620年，海拔高度1,354米，每年平均降雨量1,680毫米，主要經濟活動是農業，人口48,764。